# Jelka van Houten
 (octobre 2018).
Jelka van Houten, de son vrai nom Jelline Floriska van Houten, née le 1er septembre 1978 à Culemborg, est une actrice, chanteuse et auteure-compositrice-interprète néerlandaise.

## Biographie
Elle est la sœur cadette de l'actrice et chanteuse néerlandaise, Carice van Houten.

## Vie privée
De 2010 à 2016, elle a été mariée avec Koppe Koppeschaar. Ils se séparent après 6 ans de mariage.

## Filmographie partielle
- 2004 : Honey de Tamar van den Dop : Fountain girl[2]
- 2005 : Een ingewikkeld verhaal, eenvoudig verteld de Jaap Van Heusden : Mai[3]
- 2008 : Summer Heat de Monique van de Ven[4]
- 2009 : De Indiaan de Ineke Houtman[5]
- 2012 : Jackie de Antoinette Beumer : Daan[6]
- 2012 : The Domino Effect de Paula van der Oest : Antoinette[7]
- 2013 : L'Élan de Noël de Lourens Blok : Kirsten[8]
- 2015 : Jack's Wish de Anne de Clercq : Sanne[9]
- 2016 : Waldstille de Martijn Maria Smits : Debbie[10]
- 2017 : Het Verlangen de Joram Lürsen : Mariska van Loo[11]
- 2017 : The Longing de Joram Lürsen[11]

### Séries télévisées
- 2006-2009 : Shouf Shouf![12]
- Depuis 2014 : Jeuk de Casper Christensen et Frank Hvam[13]
- 2011-2016 : Fresh Meat : Sabine[14]

## Discographie
- 2015 : Hard Place for a Dreamer (sorti le 25 octobre 2015)[15]